# High Roller
『High Roller』（ハイ ローラー）は、久保田利伸の3枚目のミニ・アルバム。1989年3月21日に、CBS・ソニーから発売された。

## 概要
アルバム「Such A Funky Thang!」のリカット・リミックス・ミニ・アルバム第3弾で、こちらも現在の基準ではマキシシングルとなるが、発売当時はオリコンではアルバムとして扱われている。また、シングルとは異なり、カップリング曲は設定されていない。
規格は12cmCDシングル。完全生産限定盤。
1曲目・2曲目を収録した12インチ・シングルのプロモーション盤が存在する。

## 収録曲
1. High Roller ('Rock It Tonight' Mix)(4:51)
2. High Roller ('World Beat' Mix' Mix)(6:49)
3. High Roller (Album Mix)(4:48)